# Acalolepta artensis
Acalolepta artensis är en skalbaggsart som först beskrevs av Xavier Montrouzier 1861.  Acalolepta artensis ingår i släktet Acalolepta och familjen långhorningar. Inga underarter finns listade i Catalogue of Life.